# Idioma chicomuselteco
El idioma chicomuselteco —escrito también chicomucelteco— o cotoque era una lengua mayense hablada en el sureste de Chiapas. Hacia la década de 1980 se confirmó que la lengua se había extinguido. Se hablaba en la región de Chicomuselo y los municipios colindantes de Mazapa de Madero y Amatenango de la Frontera, así como en algunas zonas aisladas del departamento de Huehuetenango (Guatemala). Aunque también fue llamado mam o cakchiquel, el chicomuselteco no tenía relación directa con estas lenguas de la zona sur de Guatemala y Chiapas. Su pariente lingüístico más cercano es, de hecho, el huasteco (teenek), hablado en la Huasteca de los estados de Veracruz, San Luis Potosí, Tamaulipas e Hidalgo, en el norte de la cuenca del golfo de México.

## Clasificación
El chicomucelteco formaba parte del grupo huastecano de la familia lingüística mayense. Se trata de las lenguas con mayor divergencia dentro de la familia. Ciertos autores consideran que el protohuastecano se escindió directamente del protomayense. Esto pudo ocurrir alrededor del año 1500 a. C., mientras que la divergencia entre el huasteco y el chicomuselteco ocurrió tardíamente, hacia el siglo XI de nuestra era. Otros autores consideran que el grupo huastecano se separó del protocholtzeltalano, al considerar que las lenguas de ese grupo comparten numerosos rasgos con las lenguas mayenses occidentales.

## Distribución geográfica
La región donde se hablaba el chicomuselteco se localizaba en el sur del actual estado de Chiapas (México), aunque también se hablaba en zonas aisladas del departamento de Huehuetenango (Guatemala). La región ha estado ocupada por hablantes de lenguas mayances desde la época precolombina, pero ninguna de las lenguas vecinas se encuentra tan cercanamente relacionada con el chicomuselteco como el huasteco. 
La ubicación geográfica de ambas lenguas, separadas por cientos de kilómetros y varias familias lingüísticas, ha sido motivo de discusión entre los especialistas en busca de obtener una explicación a esta situación. Kroeber propuso que la ubicación pudo deberse a un desplazamiento migratorio de los hablantes huastecanos, bien de norte a sur, desde La Huasteca hacia el sur de Chiapas, bien de sur a norte, en sentido contrario. Otra hipótesis propone que, en un pasado remoto, la costa del golfo de México pudo haber sido poblada por grupos mayenses, de modo que habrían sido las migraciones de los pueblos totozoqueanos las causantes del rompimiento de la continuidad geográfica de los mayenses y, por lo tanto, de la separación de los huastecos y los chicomuseltecos.

## Documentación
Las primeras referencias modernas sobre el chicomuselteco se deben a Karl Sapper, cuyas memorias de viaje por Mesoamérica incluyen algunas noticias sobre esta lengua. Sin embargo, los primeros registros escritos de esta lengua corresponden a un documento de la época colonial, en el que se denomina cotoque al idioma y contiene ocho frases que se refieren a la confesión según la fe católica.

## Comparación léxica
| GLOSA    | Huasteco[1] | Chicomuselteco[2] |
| -------- | ----------- | ----------------- |
| 'UNO'    | huun        | junte             |
| 'DOS'    | tsaab       | chate eu          |
| 'TRES'   | ʔooš        | oxte eu           |
| 'HOMBRE' | inic        | iniq              |
| 'MUJER'  | uxum        | uxum              |
| 'PERRO'  | pic'oʔ      | sul               |
| 'SOL'    | q'uiichaa   | q'aq'al           |
| 'LUNA'   | iits'       | its               |
| 'AGUA'   | jaʔ         | ha                |